# Manfred Perfler
Manfred Perfler (Germania, 21 dicembre 1963) è un ex sciatore alpino italiano, vincitore di due medaglie ai Giochi paralimpici invernali.

## Biografia
Sciatore ipovedente, ha vinto la medaglia di bronzo allo slalom gigante maschile B3 alle Paralimpiadi invernali di Innsbruck 1988 e allo Slalom maschile B3 alle Paralimpiadi invernali di Lillehammer 1994. Ha anche gareggiato all'evento di discesa libera maschile B3, senza completarlo.
Nel 1996 è 6º classificato nel campionato mondiale sport invernali, nello slalom gigante e speciale.
Terminata l'attività sciistica, Manfred Perfler si è dedicato al gioco degli scacchi.